# Sigismund Dominikowitsch Krschischanowski

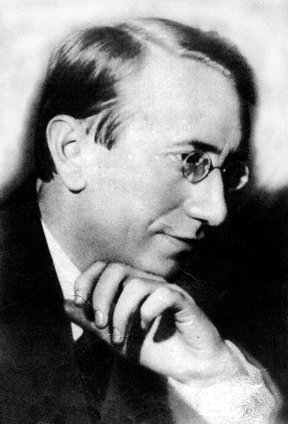
Sigismund Krschischanowski

Sigismund Dominikowitsch Krschischanowski (russisch Сигизмунд Доминикович Кржижановский; * 30. Januarjul. / 11. Februar 1887greg. in Kiew; † 28. Dezember 1950 in Moskau) war ein russischsprachiger sowjetischer Schriftsteller – dem „nichts Sowjetisches anhaftet, der aber auch nicht der antisowjetischen Szene zuzuordnen ist“. Seine experimentellen, metafiktionalen und phantasmagorischen Texte entsprachen nicht den Vorgaben des Sozialistischen Realismus, weshalb die meisten seiner Werke erst postum veröffentlicht wurden.

## Leben und Schaffen
Krschischanowski wurde 1887 als Sohn polnischer Emigranten in Kiew geboren.:vii Ab 1907 studierte er an der juristischen Fakultät sowie an der historisch-philologischen Fakultät der Kaiserlichen Sankt Wladimir Universität zu Kiew. 1912 reiste er durch Deutschland, Frankreich, Italien und Österreich:vii und veröffentlichte erste Gedichte und Reiseskizzen. Von 1913 bis 1918 arbeitete er als Anwaltsgehilfe, danach als Lehrkraft am Theaterinstitut des Kiewer Konservatoriums.
1922 ging Krschischanowski nach Moskau.:x Dort war er in den 1920er Jahren als Lehrkraft an der Staatsakademie für Kunstwissenschaften (ГАХН) und am Moskauer Kammertheater tätig, von 1925 bis 1931 als Korrektor der Großen Sowjetischen Enzyklopädie. Darüber hinaus arbeitete er u. a. als wissenschaftlicher Assistent fürs Radio und als Übersetzer.:vii Er lebte unter ärmlichen Verhältnissen in einem winzigen Zimmer am Arbat. Mit Lesungen seiner Texte machte er sich in Moskauer Theaterkreisen einen Namen. In dieser Zeit schrieb er seine wichtigsten Novellen (Повести), etwa Der Club der Buchstabenmörder (1925–1927), dessen Druck 1928 abgelehnt wurde.:viii–ix Vom stalinistischen Terror blieb Krschischanowski vermutlich deshalb verschont, weil er auch in den folgenden Jahren nur für die Schublade produzierte. Das galt nicht nur für seine literarischen Werke (Novellen, Kurzgeschichten, Aphorismen und Bühnenstücke), sondern auch für seine Studien zu Shakespeare und Puschkin und seine theatertheoretischen Arbeiten.
Mit Ilja Ilf und Jewgeni Petrow war er am Drehbuch zu Das Fest des heiligen Jürgen (1930) beteiligt, tauchte jedoch nicht im Abspann auf; ebenso wenig wurde seine Mitarbeit am Drehbuch zu Der Neue Gulliver (1933) erwähnt. 1936 schrieb er das Libretto für Sergei Prokofjews Oper Eugen Onegin (nach Puschkins gleichnamigen Versepos).:121
1939 wurde Krschischanowski in den Schriftstellerverband der UdSSR aufgenommen. Zu Ehren seines bevorstehenden 50. Geburtstags sollte eine Kurzgeschichtensammlung in Druck gehen, aber die Wirren des Deutsch-Sowjetischen Krieges verhinderten die Publikation.:133 Im belagerten Moskau schrieb Krschischanowski das Libretto zu Sergei Nikiforowitsch Wassilenkos Oper Suworow, die 1942 uraufgeführt wurde. Nach dem Krieg stellte er seine literarische Produktion ein und zog sich weitgehend aus dem Literaturbetrieb zurück.:xi–xii
1949 beraubte ihn ein Schlaganfall seiner Fähigkeit, Buchstaben zu entziffern (Alexie).:xii–xiii Krschischanowski starb 1950 in Moskau.

## Rezeption
Maxim Gorki schrieb 1922, er könne Krschischanowskis ironische Kompositionen nicht auf ihren philosophischen Wert hin beurteilen,:180 beschied den Geschichten aber, sie seien zu intellektuell und „nutzlos für die Aufgaben der Arbeiterklasse“.:x–xi Die sowjetischen Verlage lehnten es wiederholt ab, seine Arbeiten zu drucken – oder forderten Änderungen, zu denen Krschischanowski nicht bereit war. Zu seinen Lebzeiten erschienen lediglich acht:121 bzw. neun Geschichten.:181 In der Tauwetter-Periode wurde eine Kommission zur Prüfung von Krschischanowskis literarischem Erbe eingesetzt (1957). Diese legte nach zwei Jahren einen Publikationsplan vor, der niemals umgesetzt wurde.:viii
Seit seinem Tod wurde Krschischanowskis unbekannter, über 3000 Seiten umfassender literarischer Nachlass von seiner Lebensgefährtin Anna Gawrilowna Bowschek (1889–1971) in einer Kleidertruhe verwahrt. Dieser Textkorpus wurde 1976 vom Dichter und Literaturhistoriker Wadim Perelmuter wiederentdeckt. 1988 gab Perelmuter eine erste Geschichte Krzyzanowskis heraus und ab 2001 veröffentlichte er die Werkausgabe.:vii–viii Mit Le Marque-page und Estampillé Moscou erschienen 1992 in Frankreich erstmals auch übersetzte Bücher von Krzyzanowski.
Im Zuge der nunmehr einsetzenden kritischen Wahrnehmung wurde er wiederholt mit Franz Kafka, Edgar Allan Poe, Samuel Beckett, E. T. A. Hoffmann und Jorge Luis Borges verglichen, sowie mit Vladimir Nabokov, dessen „Interessen an philosophischen Phantasmagorien, an Sprachspielen und narrativen Paradoxien, am Zitieren und Parodieren“ er teilte.

## Werke (Auswahl)
Gesammelte Werke
- Собрание сочинений.  6 Bände hrsg. von Wadim Perelmuter, Symposium, 2001–2013 ISBN 5-89091-131-7.

Erzählungen
- Клуб убийц букв (1925–1927) viii
  - Der Club der Buchstabenmörder.  Dörlemann, 2015 ISBN 978-3-03820-019-2.
- Воспоминания о будущем (1929, 1989)
  - Memories of the Future. New York Review of Books, 2009. ISBN 978-1-59017-319-0.
- Возвращение Мюнхгаузена (1927–1928)
  - Le Retour de Münchhausen. Editions Verdier, 2002 ISBN 978-2-86432-351-8.

- Lebenslauf eines Gedankens. Erzählungen. Gustav Kiepenheuer, 1996 ISBN 978-3-378-00468-9.

Drehbuch
- Праздник Святого Йоргена (Das Fest des heiligen Jürgen), nach einem Roman von Harald Bergstedt, Regie: Jakow Protasanow, 1930.
- Новый Гулливер (Der neue Gulliver), angelehnt an Gullivers Reisen von Jonathan Swift, Regie: Alexander Ptuschko, 1935.

Libretto
- Евгений Онегин (Eugen Onegin), nach einem Versepos von Alexander Puschkin. Musik von Sergei Prokofjew (1936).
- Суворов (Suworow), Musik von Sergei Nikiforowitsch Wassilenko (1942).